# Re.
Albums de Aya Ueto
MESSAGE
(2004) License
(2006)
Singles
Re. est le 3e album de Aya Ueto, sorti sous le label Pony Canyon le 8 décembre 2004 au Japon. Il atteint la 19e place du classement de l'Oricon. Il se vend à 19 017 exemplaires la première semaine, et reste classé pendant 7 semaines, pour un total de 35 242 exemplaires vendus.

## Liste des titres
| 1.  | Winter Love                                                                  | 4:04 |
| 2.  | Usotsuki (ウソツキ)                                                          | 4:45 |
| 3.  | Name of love                                                                 | 4:33 |
| 4.  | Shinjirarenai=Shinjitai (シンジラレナイ=シンジタイ)                          | 3:53 |
| 5.  | Kaze ~Minamikaze Version~ (風～南風バージョン～)                             | 4:22 |
| 6.  | Fuyu no Hanabi (冬の花火)                                                    | 4:45 |
| 7.  | Afuresou na Ai, Daite (あふれそうな愛、抱いて)                               | 4:55 |
| 8.  | Namida wo Fuite (涙をふいて)                                                 | 5:17 |
| 9.  | Sekaijuu ga Happy Birthday (世界中がハッピーバースディ)                      | 5:13 |
| 10. | Ano Hito ni Aitai -"Re." style- (あの人に会いたい -"Re." Style-)             | 4:46 |
| 11. | Ai no Tame ni. -B2f's love affair mix- (愛のために。-B2f's love affair mix-) | 5:44 |